# 長崎爽世
長崎爽世（日语：／ Nagasaki Soyo ?）是日本跨媒體企劃《BanG Dream!》的虛構角色，擔任2.5次元女子搖滾樂隊MyGO!!!!!的貝斯手，由小日向美香飾演與配音。在企劃系列作品中，長崎爽世是月之森女子學園的高一學生，因父母離異而對把樂團當成溫暖的家。在CRYCHIC樂團解散後，她試圖組建新樂團以復活CRYCHIC，但被前成員豐川祥子否定，最終因高松燈的歌聲和解並放下執念，與燈等人組成新的樂團「MyGO!!!!!」。
導演柿本廣大指出，長崎爽世的角色設定源於其月之森學園學生的身份，她的複雜家庭背景和優雅的氣質，為其對CRYCHIC樂團成員的態度埋下伏筆。關鍵劇情如第7集目睹祥子後情緒爆發，與外表優雅相悖的反差形象正是「龐克精神」的本性顯露。
長崎爽世的角色塑造和劇情塑造獲正面評價。評論員稱長崎爽世是動畫中性格最為複雜且充滿爭議的角色之一，她既有溫柔、可靠的一面，又有富於心計與執念、善於心理操縱的一面。她對前隊友豐川祥子的執着推動了劇情發展，並使她在團隊中成為如同「策劃者」般的存在，細緻的表情與肢體語言進一步強化了她的內心掙扎。評論員表示，儘管她的行為時常令人驚訝甚至無奈，觀眾卻難以對她產生反感，因為她真實地體現了青春的混亂、執着與不安，成為這部劇的核心魅力之一。她的臺詞「為什麼要演奏春日影」也成為網路迷因。

## 創作與設計
長崎爽世的扮演者和聲優小日向美香表示，自己本就热爱《BanG Dream!》，在其影響下開始玩貝斯，第一首練習的歌曲是Poppin'Party的。爽世是她擔任的首個主要角色。她称，在MyGO!!!!!的故事中，爽世心中充滿煩惱，卻努力隱藏真實情感，讓大家喜愛自己。她配音之初十分謹慎，不想讓這部分真實情感過於明顯，但她認為這些情緒還是通過台詞、聲音、動作自然流露了出來。她還提到，爽世在TV動畫劇情的後半段越來越容易直白地表達自己的想法，甚至出現了突然怒吼的場景，這讓她在配音時特別留意，並向導演確認臺詞意圖後才開始錄音。小日向美香還透露，在錄製TV動畫第8集時，她並非與MyGO!!!!!的其他成員一起配音，而是與飾演三角初華的佐佐木李子、飾演若葉睦的渡瀨結月一起。在「爽世向豐川祥子傾訴內心隱藏已久的想法」的場景中，動畫中的爽世並未流淚，但在試音時，她仿佛看到了祥子，情感湧上心頭，不禁流下眼淚，感覺自己就是爽世。這讓她的發音有些含糊，因此她「想要重錄」。在正式錄音時，雖然也錄製了沒有流淚的版本，但導演最終決定採用試音時的版本。
TV動畫的導演柿本廣大在訪談中表示，長崎爽世的人物設定和家庭背景是基於其所在學校而設計的。在決定將角色加入遊戲時，需要將她分配到現存的學校中，而月之森女子學園與爽世身上優雅的氣質非常契合。因為就讀於月之森女子學園，所以製作組又為爽世添加了圓滑處世的特點。然而，爽世又需要區別於祥子或睦那樣「純天然」的大小姐，因此她的性格被設定為後天培養的。為此，製作組設計了爽世的童年場景，以解釋她稀薄的人際關係與深刻的執念是如何混雜在一起的。製作組將她的人設關鍵詞定為「成員的媽媽」，這不僅源於她性格中的溫柔，也與她複雜的家庭環境有關。爽世的雙親離婚，母親工作非常拼命，爽世反而承擔了「媽媽」的角色，甚至上大小姐學校也是順應母親的心意。
柿本廣大還表示，長崎爽世表面上給人一種表裡不一的感覺，但實際上製作組想描繪的是個容易被自己情感左右的人:89。「很會照顧人」和「溫柔」是她的基本性格。她對CRYCHIC的思念之強烈在角色設定階段就已確定，但並未在第2集就完全展現，而是在後續劇集中逐漸揭示。小日向美香表示，爽世從小就背負著許多壓力，經歷了父母離婚、環境改變以及失去珍貴的CRYCHIC等困難。儘管在後半段有情感爆發的場景，但她一直顧慮周圍的人，表現得開朗。生活本就艱辛，且她沒有可以訴說軟弱的地方，即便如此，爽世從未將這些情緒發洩在他人身上，這種堅強正是她的魅力所在。然而，面對MyGO!!!!!的成員時，她的真心話卻不自覺地流露出來，這時觀眾才終於看到符合她年齡的少女模樣。這種展現人性的瞬間，最能讓人感受到她是一個活生生的人。
柿本廣大在訪談中提到，雖然部分關鍵劇情早已確定，例如CRYCHIC成員對春日影有各自的想法，以及祥子意外聽到MyGO!!!!!演奏的春日影，但TV動畫第7集結尾爽世的情感爆發是在創作過程中，依據前7話不斷積累的角色狀態和心境決定的。其他成員都在拼命演奏，無暇顧及觀眾席；而爽世覺得與這些成員進行live只是暫時的，甚至認為不該認真地與這些人一起辦live，因此恍惚地看著觀眾席，並注意到了祥子。由於被祥子看到自己在另一個樂團演奏春日影，CRYCHIC復活的夢想也隨之破滅，爽世的絕望和憤怒由此而生。柿本廣大表示，第7集被祥子看到MyGO!!!!!演奏春日影後，爽世陷入了「必須先解釋清楚」的焦慮狀態。像大小姐一般舉止優雅的爽世，唯獨在這件事上盡顯醜態，這正是「龐克」精神的體現。暴露本性、說出真心話的瞬間，她不顧羞恥地緊緊抓住祥子，說出了誇張的話語，但那正是爽世的心聲。編劇綾奈由仁子表示，「爽世不怎麼喜歡高松燈的歌詞」這個設定在初期就已確定，並一直在尋找機會讓她表達這個想法，最終將其放在最終回。爽世在此之前從未對燈的歌詞認真發表過看法，因為若要面對燈赤裸裸的心意，就不得不直面自己丑陋的自私，這對她來說太過痛苦，因此她一直無意識地逃避。第13集中，爽世臨走時對燈說「我大概一生都忘不了CRYCHIC吧」，這既是她的撒嬌，也是她決定繼續待在MyGO!!!!!的宣言，同時還在詢問燈「即使這樣也沒關係嗎？」。燈回答「我也是」，這塑造出了兩人之間的深厚羈絆。
2022年4月，官方宣布启动新乐队MyGO!!!!!，长崎爽世为其中的贝斯手。2023年4月的演唱会上，官方确认长崎爽世的饰演者与配音者为小日向美香，同时将参演TV动画《BanG Dream! It's MyGO!!!!!》。同年9月，手机游戏在日本地区新增该角色，并设有相关剧情。

## 作品中表現

### 人物設定
長崎爽世是月之森女子學園高中一年級學生:19，擔任貝斯手，使用的樂器為ESP GB。她原本姓一之濑（日语：?），五年級時因父母離異而改從母姓，家庭經濟狀況好轉，並依照母親的意願進入月之森女子學園就讀。由於母親長期忙於工作，爽世從小精通家務，經常照顧性格如孩子般的母親。爽世給人的印象如同一位充滿安穩氣息的大姐姐，經常被周圍的人所依賴。在學校，她是吹奏樂部的低音提琴手，並先後擔任過樂隊CRYCHIC和MyGO!!!!!的貝斯手，在CRYCHIC時期使用指彈技巧，而在MyGO!!!!!時期則改用撥片演奏。她的姓氏「長崎」來自東京都豐島區的町名「長崎」。

### 角色故事
爽世原本家庭並不富裕，小學五年級時家庭離異。后因母亲事业有成，家境逐漸變得優渥，搬進高級公寓，並按照母親的意願就讀於貴族學校月之森女子學園。儘管物質條件改善，但母親的忙碌與外界對家庭狀況的議論讓爽世產生「不被需要」的恐懼，因此努力讓自己變得受人喜愛。在校期間，她加入吹奏樂部擔任低音提琴手。初三時，她在月之森音樂節上演奏出色，因此受豐川祥子的邀請加入CRYCHIC樂隊，擔任貝斯手。爽世在樂隊中扮演類似母親的角色，積極維繫團隊和諧，負責攝影與社交媒體運營，並深受CRYCHIC溫暖氛圍的吸引。祥子退隊後，CRYCHIC最終解散。但爽世仍試圖復活樂團。
升上月之森高中後，爽世與若葉睦同班，並繼續在吹奏樂部演奏低音提琴:19。一次在RiNG遇見千早愛音後，得知高松燈在羽丘就讀，便決定利用愛音拉攏燈回歸CRYCHIC樂隊，進而吸引椎名立希回歸，於是答應與愛音組建樂隊。她向愛音透露自己與燈的過去，並促使兩人交談。然而，在樂隊初次演出時，燈的突發MC和要樂奈彈奏的春日影讓爽世措手不及，而台下祥子的離場更讓她計劃破滅，令她情緒崩潰，演出結束後質問其他成員「為什麼要演奏春日影」後憤然離去。此後，她與隊員斷絕聯繫，甚至稱病缺席學校，並不斷向祥子發訊息解釋，卻始終未獲回應。最終，她親自前往祥子家面對面攤牌，卻遭祥子當面否定她復活CRYCHIC的想法，被指責「滿腦子只想著自己」，讓爽世徹底意識到樂隊已無法回到過去。此後，她對曾經的隊友視若無睹，直至立希質問她才道出自己的真正目的，並反擊立希只是為了燈行動。後來，愛音的激將法讓爽世前往樂隊現場，本想終結樂隊，卻被燈強行拉上舞台，在演奏過程中被燈的歌聲感動。此後，她逐漸放下過去，與隊友和解，並不再刻意維持微笑假面。
爽世在Ave Mujica的演唱會上驚訝地發現祥子與睦均是樂團成員，次日質問睦並將相關情報告知MyGO!!!!!成員。睦長期承受壓力，第二人格墨緹絲開始掌控身體，讓爽世感到異樣。Ave Mujica解散後，睦突然失蹤，爽世搜尋到相關新聞後決定前往睦家，卻在房間內見到滿室狼藉和睦精神異常的姿態。在陪伴睦三天三夜之後，爽世將睦帶到RiNG，並透過探查祥子父親的出租屋得知了祥子退隊的原因。为让睦的精神恢复，爽世执意带着祥子前往睦的家中。后CRYCHIC成员间和解，爽世与其他成员共同演奏了灯的新曲想要成為人類之歌和春日影。

## 反響與評價

### 角色設計
動畫新聞網評論員克里斯托弗·法里斯（Christopher Farris）評論道，正如樂團名字所言，MyGO!!!!!的成員都是「迷路的孩子」。長崎爽世對前隊友豐川祥子的執念極深，因此成為操縱性的策劃者，將她認識的每個人都視為重建那段關係的工具。法里斯指出，爽世的肢體語言和面部表情都細緻入微，其刻意疏離的表情也得到了精緻刻畫。此外，法里斯稱讚編劇綾奈由仁子的創作，表示劇中讓女孩們完全狂野地表達她們對彼此的感受是極具遠見的。他認為，《BanG Dream! It's MyGO!!!!!》肯定了青少年的混亂、醜陋、不確定性，以及他們對表演和表達的艱苦追求。法里斯稱讚道，儘管這支樂團的「情感搖滾」乍看像是刻意販賣焦慮，但其蘊含的複雜深度，實與最出色的成長題材音樂故事不相上下。爽世不僅僅是顛覆性的、操縱性的策劃者，還以一種能夠激發兩個女孩之間美麗的、不情願的親近感的方式，與愛音的表面掙扎相呼應。
Real Sound評論員「2號」表示，長崎爽世在本作中一大特點是真實卻又無可奈何。在愛音組建樂團的過程中，第一個加入的成員就是長崎爽世。根據官方設定，爽世性格溫柔，經常被周圍的人依賴。但實際上她性格複雜，既溫柔又充滿算計，可以從她令人驚訝的行為中看出。例如她「用毫無表情的臉未讀不回愛音的訊息」，甚至搜尋「訊息 封鎖 確認方法」。評論員強調，看完《BanG Dream! It's MyGO!!!!!》最新一集的人中，絕對沒有討厭長崎爽世的人，反而都非常喜歡她。即使她的行為有時顯得無可奈何，她的真實性和普遍性也讓觀眾感同身受。Anime Corner評論員Ken也表示，長崎爽世作為團隊中的「反派」表現驚人，為角色帶來了更真實的感覺。每個角色都有自己獨特的故事、前進的動力和做出艱難決定的理由，使他們感覺真實可信。

### 劇情塑造
動畫新聞網評論員史蒂夫·瓊斯（Steve Jones）稱讚《BanG Dream! It's MyGO!!!!!》中的每個女孩都感覺獨特且真實，即使經歷各自的角色發展，她們仍然忠於自己根本的性格缺陷。爽世到最後仍然有點刻薄，但這並非意味著她完全翻開新的一頁。相反，她找到了一群同樣不合群的夥伴，能夠在其中舒適地展現真實的自我，並創作出能觸動觀眾中其他迷失女孩的音樂。這樣的創作手法令角色塑造鮮明立體、不落俗套。史蒂夫·瓊斯進一步表示，《BanG Dream! It's MyGO!!!!!》充滿了令人難以忘懷的精彩時刻，這些時刻植根於角色們共同的缺陷和不安全感。這部作品創造性地允許每個女主角都表現得刻薄、混亂和不滿，成為一部劇情佳作。爽世一直在策劃重組CRYCHIC，而祥子則強烈抗拒這些努力。當她們面對面時，火花四濺。瓊斯提到，爽世會不顧一切地貶低自己來得到她想要的，這種場景簡直是變態。許多CRYCHIC解散後的情節很容易讓人聯想到一次混亂的分手，而爽世與祥子的互動則像兩個前任之間的爭吵，充滿災難性。史蒂夫·瓊斯還特別提到，長崎爽世之所以成為他最喜歡的角色，是因為她在見到前樂團成員時，突然跪下來，抓著裙子，像可憐蟲般乞求重組樂團。在此之前，她狂轟濫炸地發簡訊，甚至上網搜索如何判斷是否被人封鎖。這種教科書式的有毒分手行為，以及那種赤裸裸的絕望，使《BanG Dream! It's MyGO!!!!!》成為一部重要的情節劇，也是瓊斯選擇的本季最佳動畫。Real Sound評論員「2號」補充道，長崎爽世的行為雖然有時顯得無可奈何，但卻讓人感同身受。她的真實性和普遍性讓觀眾無法討厭她，反而非常喜歡她。這種真實不僅體現在她的行為上，也體現在她與其他角色的互動中，例如她對燈的歌詞的逃避，以及她在最終回中對燈說「我大概一生都忘不了CRYCHIC吧」的場景。這些細節展現了她複雜的內心世界，使她的角色更加立體。
電faminicogamer評論員 Jisumarokku表示，爽世在《BanG Dream! Ave Mujica》第5集的末尾與Mortis的互動展開了相當特別的劇情線。雖然她們都是前CRYCHIC成員，有著許多共同背景，但劇情的重點並不在於她們的過往。相反，當Mortis處於半昏迷狀態需要照顧時，爽世展現出了令人意外的恐懼反應。 Jisumarokku指出，創作者打破了觀眾對爽世可能具有母性特質的預期。在第5集結尾，當爽世看到Mortis在打空電話時的那個驚恐表情，暗示了她對這種「恐怖」場景有著強烈的意識。這段劇情被塑造成一種心理恐怖片的氛圍，而爽世和Mortis成為了這種氛圍中的核心角色。這種塑造方式讓原本可能是普通的照顧劇情，轉變成了一段充滿張力的心理戲。

### 角色人氣
長崎爽世因為在TV動畫《BanG Dream! It's MyGO!!!!!》中心思細膩、富於心計卻屢屢吃癟的表現，而產生了不少名場面和名台詞，如第7集結尾長崎爽世的名臺詞「為什麼要演奏春日影」，以及第8集中長崎爽世向豐川祥子下跪道歉的橋段（包括爽世的臺詞「只要是我能做的，我什麼都願意做」，祥子的回應「妳這個人，滿腦子都只想到自己呢」等），都在中文圈爆火，成為網路迷因。聯合新聞網認為第8集的名場面宛如電視台八點檔狗血劇情，放在任何需要求情的場合都可以使用，因此得以成為迷因。
網友以爽世為題材創作了各種二次創作作品，更有角色扮演者親自演繹劇情橋段。春日影也被網友大量翻唱、翻奏，包括個人演唱、團體合唱、管樂團合奏等多種版本。臺灣動畫代理平臺木棉花國際在2024年12月31日於YouTube、Twitch頻道直播《BanG Dream! It's MyGO!!!!!》跨年，亦玩梗「為什麼要演奏春日影」。另外，早期在確定官方中文名之前，曾被愛好者譯作「素世」，故也有中國大陸網友以此來玩梗，如「長崎素世」諧音為「長期素食」等。
日本服飾品牌GEKIROCK CLOTHING還推出了以爽世為主題的聯動外套、運動衫、连帽衫、T恤等。

## 外部連結
- YouTube上的（日語）
- YouTube上的（日語）